# Lusignan-Petit
 Lusignan-Petit  es una población y comuna francesa, en la región de Aquitania, departamento de Lot y Garona, en el distrito de Agen y cantón de Prayssas.

## Demografía
| 231 | 204 | 206 | 245 | 279 | 273 |
| Para los censos de 1962 a 1999 la población legal corresponde a la población sin duplicidades (Fuente: INSEE [Consultar]) |     |     |     |     |     |